# Jennifer Boldini
Jennifer Boldini (Castiglione delle Stiviere, 6 aprile 1999) è una pallavolista italiana, palleggiatrice della UYBA.

## Carriera

### Club
Dopo i primi passi nel mondo della pallavolo al Piuvolley di Calvisano, Jennifer Boldini viene notata dal Bergamo con il quale resta legata per tre annate partecipando a diversi campionati di categoria fino ad arrivare alla Serie B1 nella stagione 2015-16.
L'annata successiva viene ingaggiata dal Flero con il quale disputa il suo primo campionato di Serie A1.
Nella stagione 2017-18 ritorna al Bergamo partecipando al campionato di Serie A1, per poi disputare tre stagioni in Serie A2, una nel Soverato e due nel Pinerolo.
Per l'annata 2021-22 ritorna nella massima serie alla Pro Victoria, per poi tornare nel campionato cadetto già nella stagione successiva, quando accetta la proposta della Millenium Brescia. Per il campionato 2023-24 si accasa alla UYBA, in Serie A1.

### Nazionale
Nel 2015 viene convocata nella nazionale italiana under 18, conquistando il bronzo al XIII Festival olimpico estivo della gioventù europea, mentre nel 2016 partecipa al torneo di qualificazione per i mondiali con la nazionale under 23 e al campionato europeo con la nazionale under 19.
Nel 2017 viene convocata nella nazionale italiana under 20 con la quale disputa il campionato mondiale di categoria.

## Palmarès

### Nazionale (competizioni minori)
- Festival olimpico estivo della gioventù europea 2015

### Premi individuali
- 2016 - Finale nazionale campionato di pallavolo femminile Under-18: Miglior palleggiatrice